# Oralni kontraceptiv
Oral contraceptiv (OCP) su lekovi koji se koriste oralnim putem i čija svrha je kontrola rađanja.

## Žene
Dva tipa kontraceptivnih pilula za žene su dostupna. One se uzimaju jednom dnevno:
- Kombinovana oralna kontraceptivna pilula se sastoji od estrogena i progestina
- Mini pilula, sadrži samo progestin

Pilule za hitnu kontracepciju se koriste u vreme odnosa, ili tokom nekoliko sledećih dana.
- koristi kombinaciju oralnih kontraceptiva
- Ulipristalni acetat je antiprogestogen

Drugi tipovi ženskih oralnih kontraceptiva su eksperimentalni ili su dostupni samo u pojedinim oblastima:
- Mifepriston je antiprogestogen koji je korišten kao dnevni kontraceptiv u kliničkim ispitivanjima.
- Ormeloksifen (Centchroman) je selektivni modulator estrogenskog receptora koji se uzima 1-2 puta nedeljno. Ormeloksifen je odobren kao oralni kontraceptiv u Indiji.

## Muškarci
- Oralni kontraceptivi za muškarce nisu dostupni. Postoji nekoliko potencijalnih lekova u različitim stupnjevima razvoja.

## Spoljašnje veze
- Архивирано на веб-сајту  (5. август 2011)